# HEA (Houben-Elektro-Akustik)
HEA (Houben-Elektro-Akustik) war ein österreichischer Hersteller elektroakustischer Geräte, insbesondere Hersteller von Radios, Verstärkern und Stereo-Anlagen. Die Gesellschaft bestand von 1947 bis 1993 und war somit das letzte eigenständige Unternehmen dieser Art in Österreich.

## Geschichte
Ingenieur Friedrich Houben (1910–1990) gründete HEA (Houben-Elektro-Akustik) 1947 in Wien-Mariahilf, Millergasse 9, nachdem er vorher Generalvertreter der C. Lorenz AG war. 1948 entstand das erste eigenständig produzierte Radio Autosuper.
HEA zog später um nach Wien-Wieden, Rechte Wienzeile 37. Im Jahr 1960 erfolgte ein neuerlicher Umzug in neu errichtete Produktionsgebäude in Wien-Penzing, Linzer Straße 235a. 1962 erwarb HEA die Radioproduktion des Herstellers Eumig, der sich auf die Produktion von Filmprojektoren und -kameras zurückzog. 1967 wurde Friedrich Houben Teilhaber des Kristallwerks in Graz, Viktor-Franz-Straße 9. 1969 übernahm HEA dieses Unternehmen vollständig und fertigte ab dieser Zeit neben vielen elektrotechnischen Bauteilen besonders Kofferradios (Modellreihe Trixi) in den neu erworbenen Betriebsanlagen.

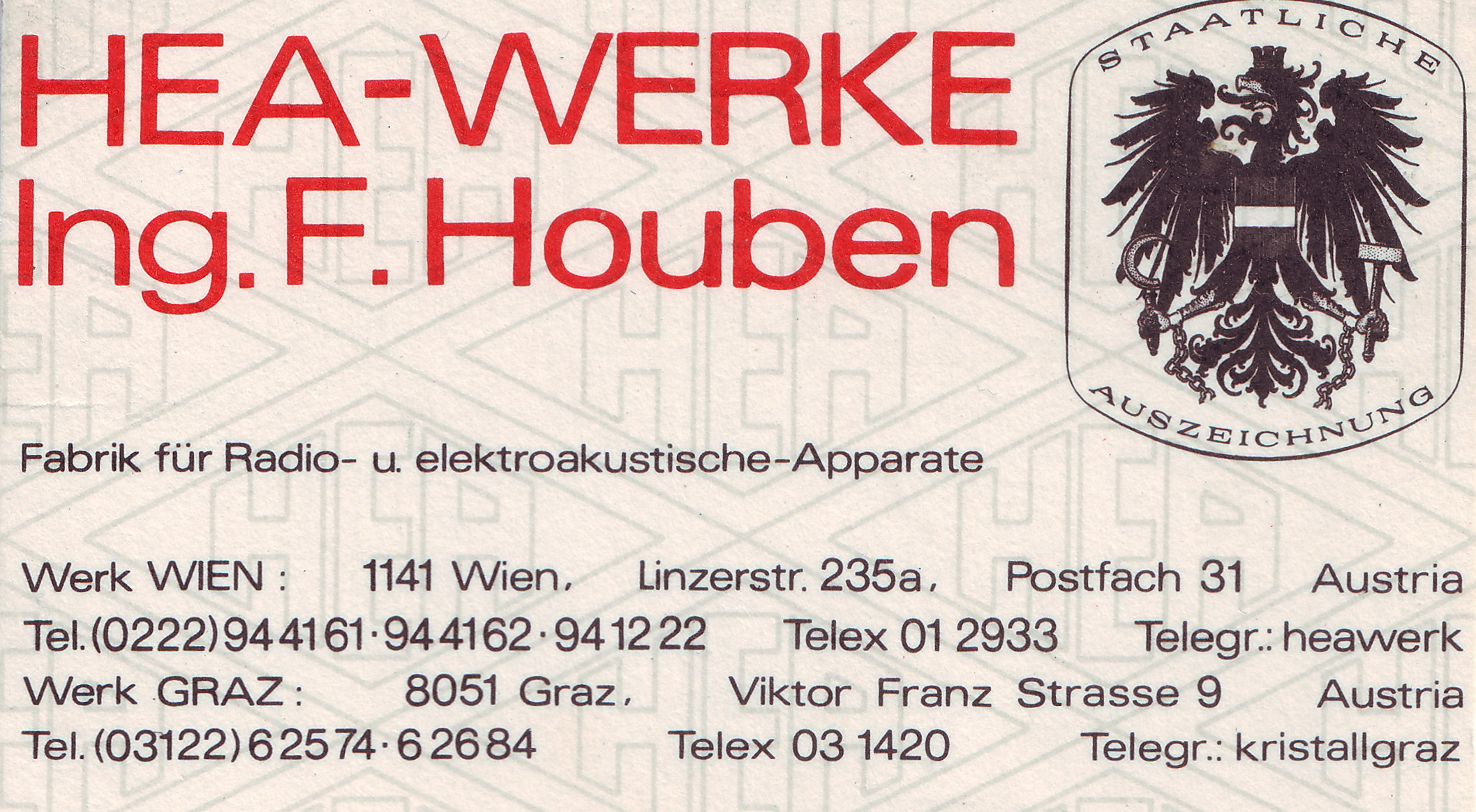
HEA-Werke Ing. F. Houben – Visitenkarte mit staatlicher Auszeichnung

In der wichtigsten österreichischen Publikation der Verbraucherschutzorganisation Verein für Konsumenteninformation (VKI), der Zeitschrift Konsument (Nr. 7/70), wurden die HEA-Trixi-Radios in der technischen Bewertung und in der Gesamtwertung (Technik und Preis) jeweils an die erste Stelle – gegenüber härtester ausländischer Konkurrenz – gereiht. Ebenso dominierte HEA in diesem Test bei den Großgeräten die Gesamtwertung.
Am 13. Mai 1975 wurde HEA vom österreichischen Wirtschaftsminister das Bundeswappen verliehen, d. h. das Unternehmen durfte ab diesem Zeitpunkt gemäß § 68 Gewerbeordnung das österreichische Bundeswappen beispielsweise im Geschäftsverkehr mit dem Hinweis auf den Auszeichnungscharakter Staatliche Auszeichnung gemeinsam mit seinem Firmenlogo führen (siehe Bild links).

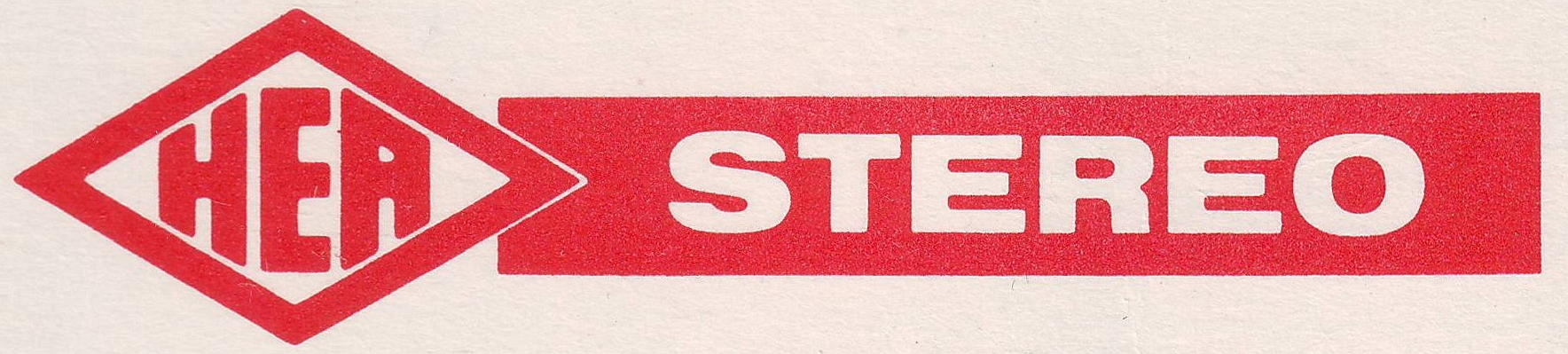
HEA – Firmenlogo mit Zusatz „Stereo“

HEA stellte nicht nur portable Transistorradios und Autoradios her, sondern produzierte auch eigene Stereoanlagen, teilweise in Kooperation mit der Schweizer Lenco, die dafür die hochwertigen Plattenspieler bereitstellte. Die Qualität dieser Geräte erreichte Hi-Fi-Standard nach DIN 45500 (diese DIN-Norm wurde 1996 durch die EN 61305 ersetzt). Die HEA-Kombigeräte wurden teilweise im Lenco-Werk in Italien gebaut. Eine weitere Zusammenarbeit von HEA und Lenco gab es auch mit der Kapsch AG.
Bekannt wurde HEA auch durch die Kooperation mit der Buchgemeinschaft Donauland, für die eine Reihe von Geräten (Radios, Stereo-Anlagen) mit deren Firmen-Aufschrift, aber sonst völlig baugleich wie die HEA-Geräte gebaut wurden.
Nach dem Tod des Gründers 1990 musste das Unternehmen 1993 seinen Betrieb einstellen, in diesem Zusammenhang wird auch über angebliche Probleme mit der Umsetzung von EU-Bestimmungen berichtet. HEA war somit der letzte eigenständige Radiohersteller Österreichs. Die Löschung der Firma erfolgte am 9. Dezember 1994.

## Bildergalerie

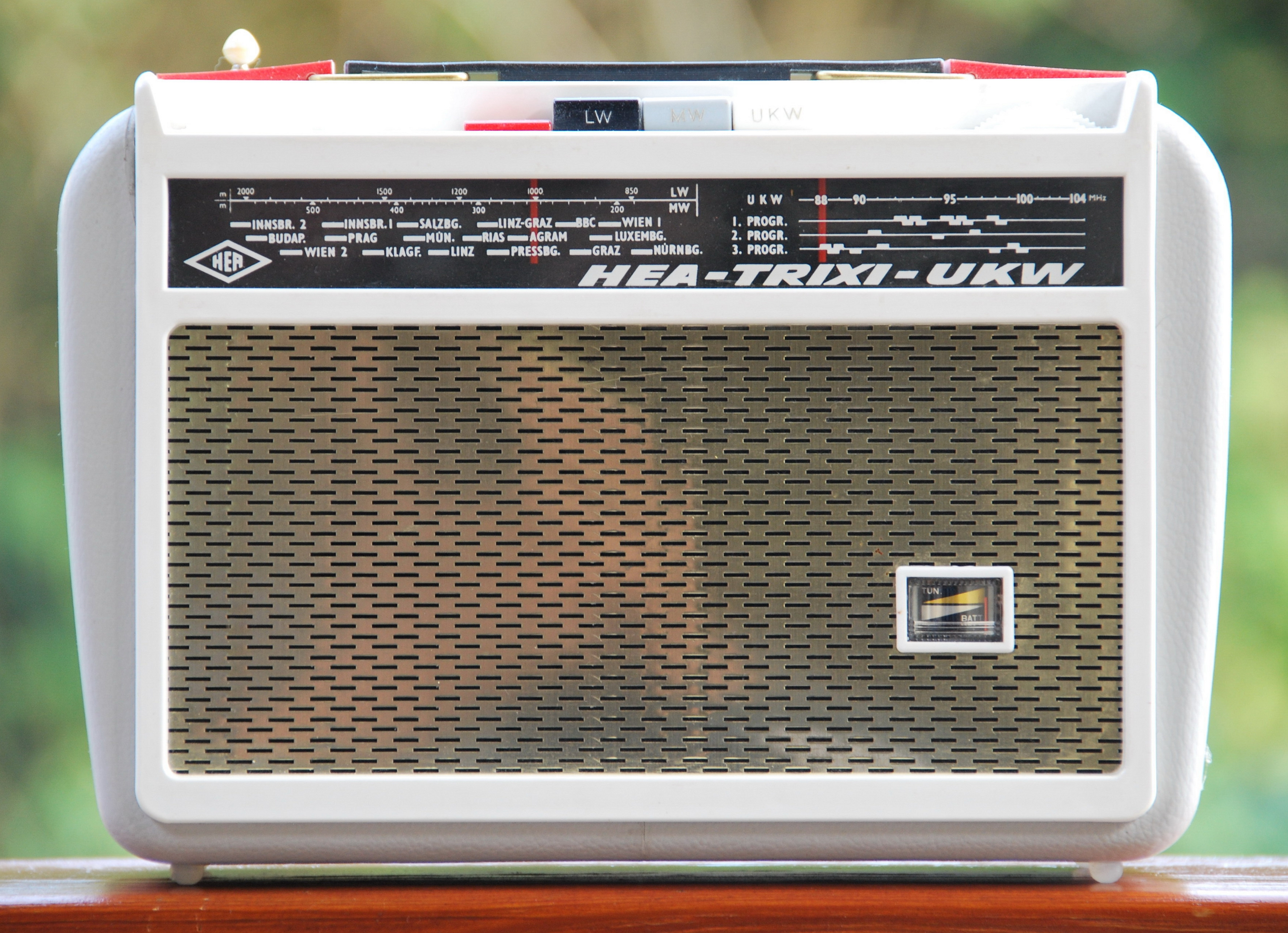
HEA Trixi UKW (1961)
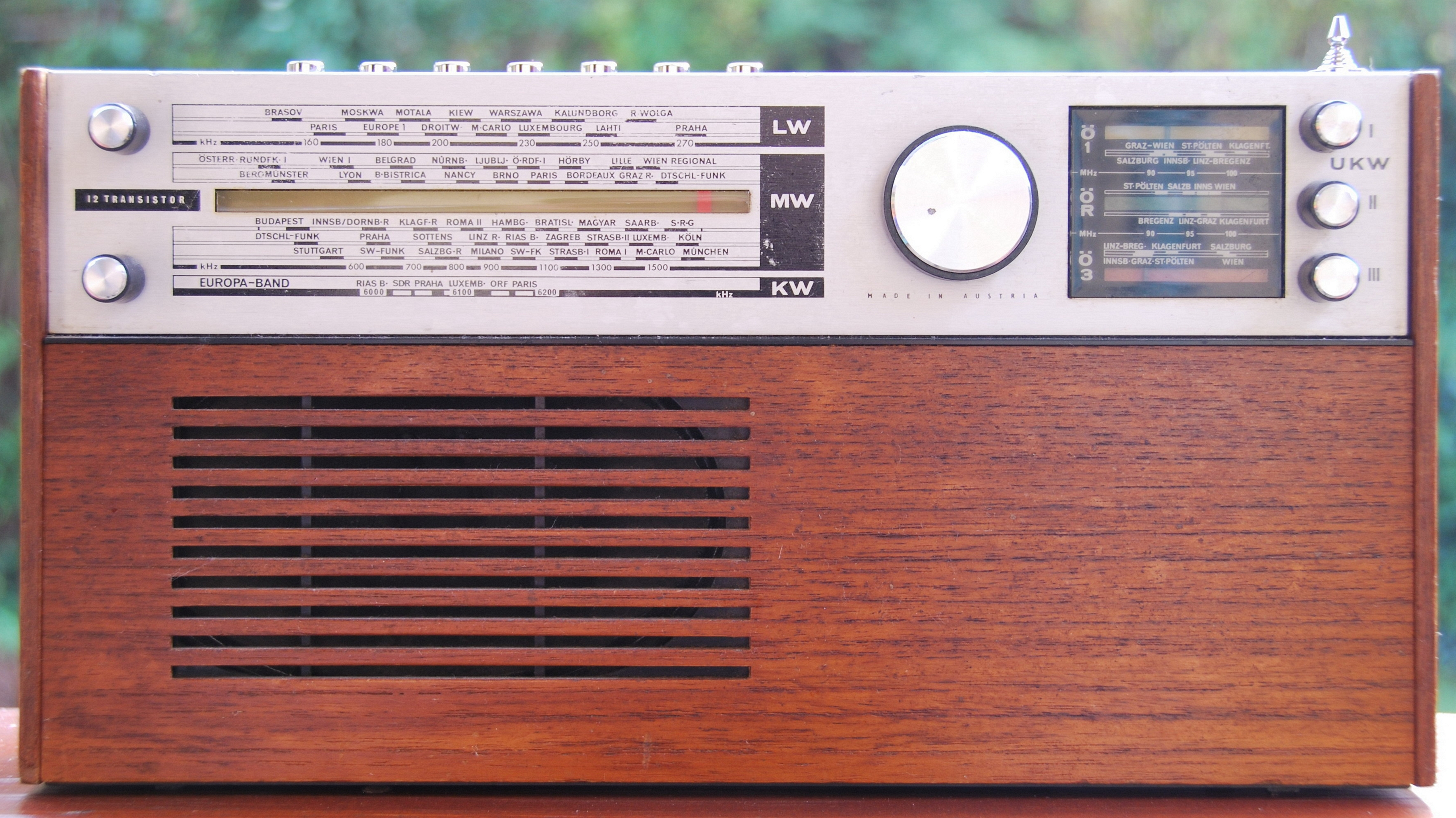
HEA Trixi 2000 N (1969)
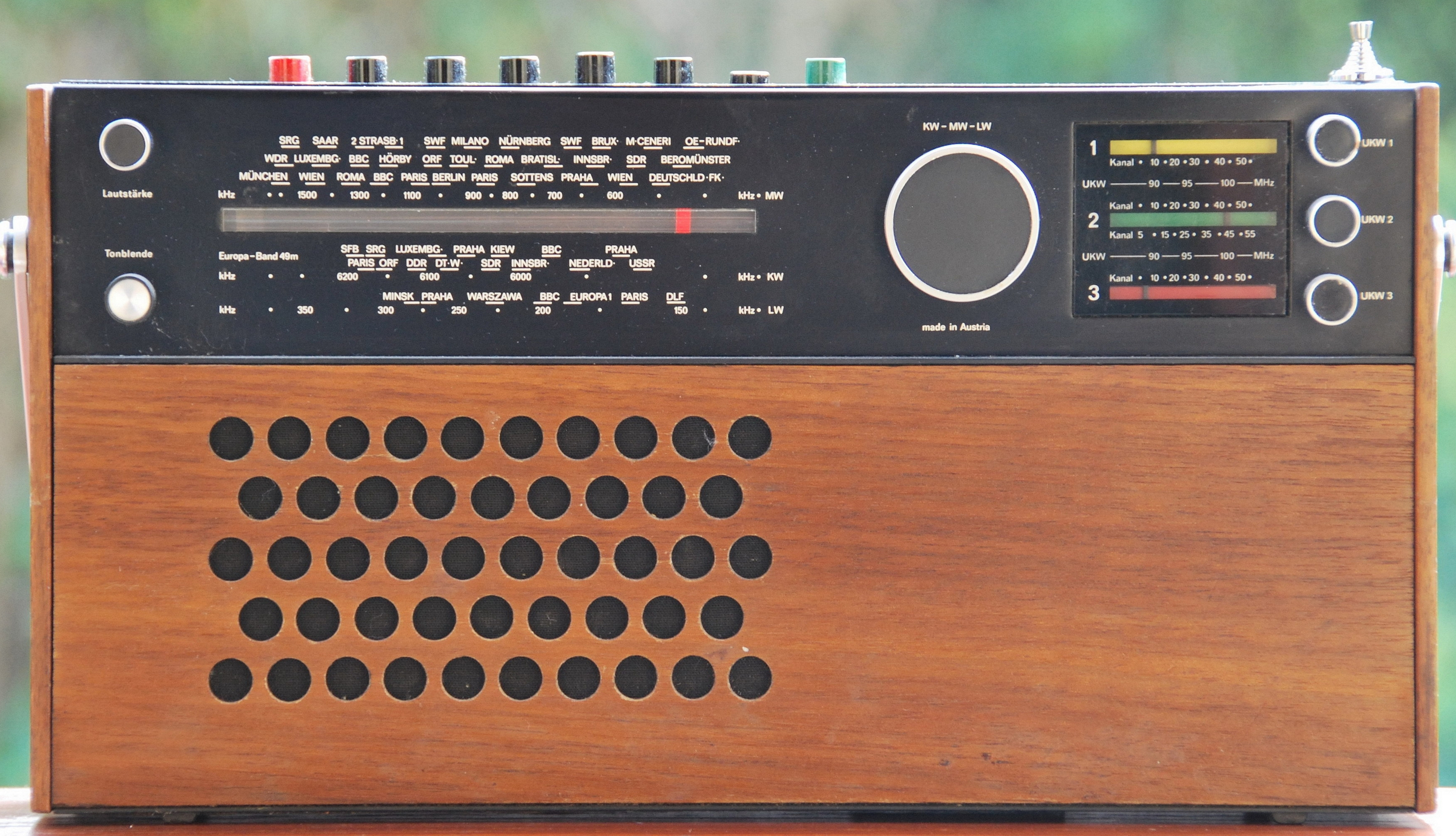
HEA Trixi 2600 IC (1973)
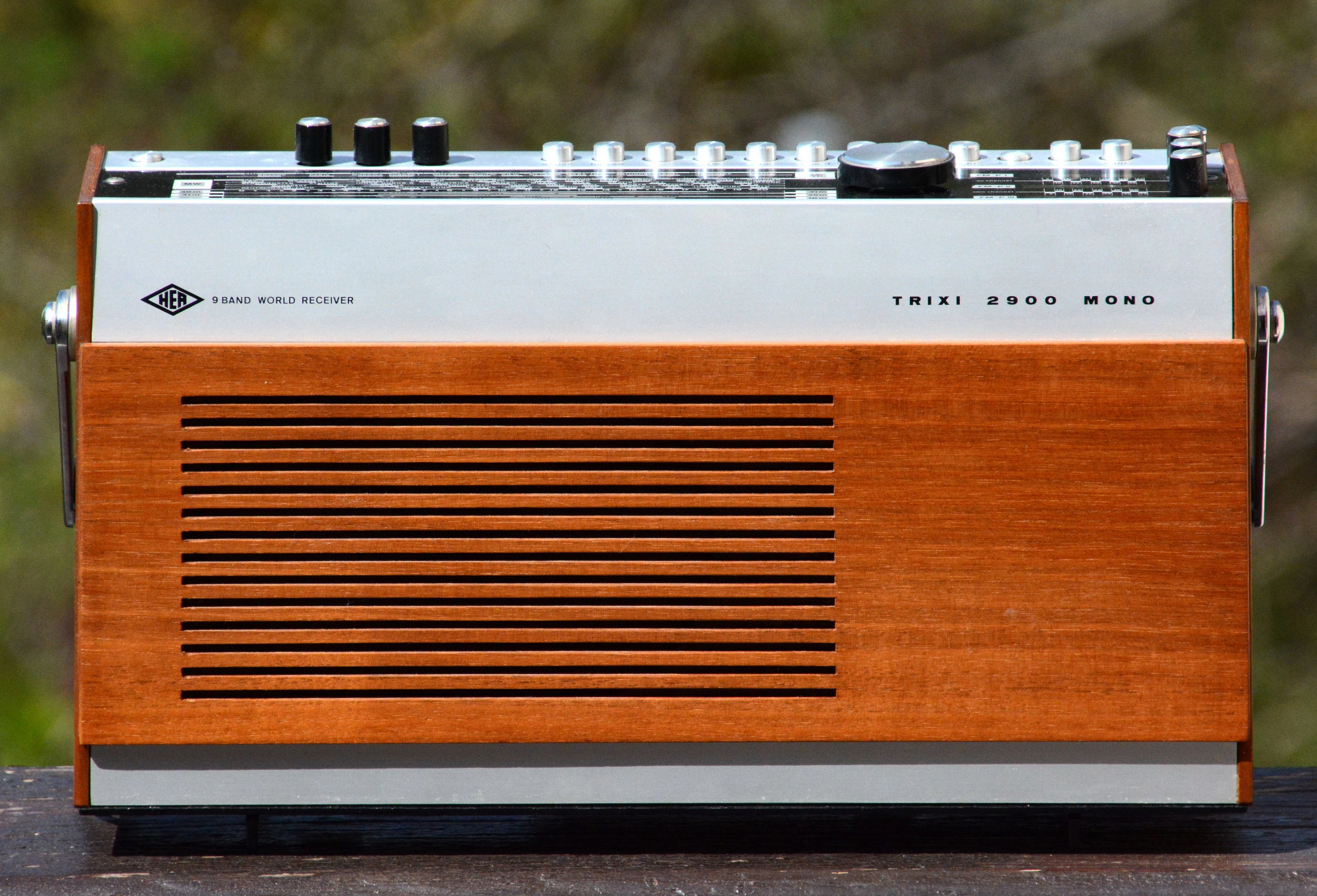
HEA Trixi 2900 Mono Weltempfänger (1971), seltene Mono-Variante des HEA Trixi 3000 Stereo Weltempfängers
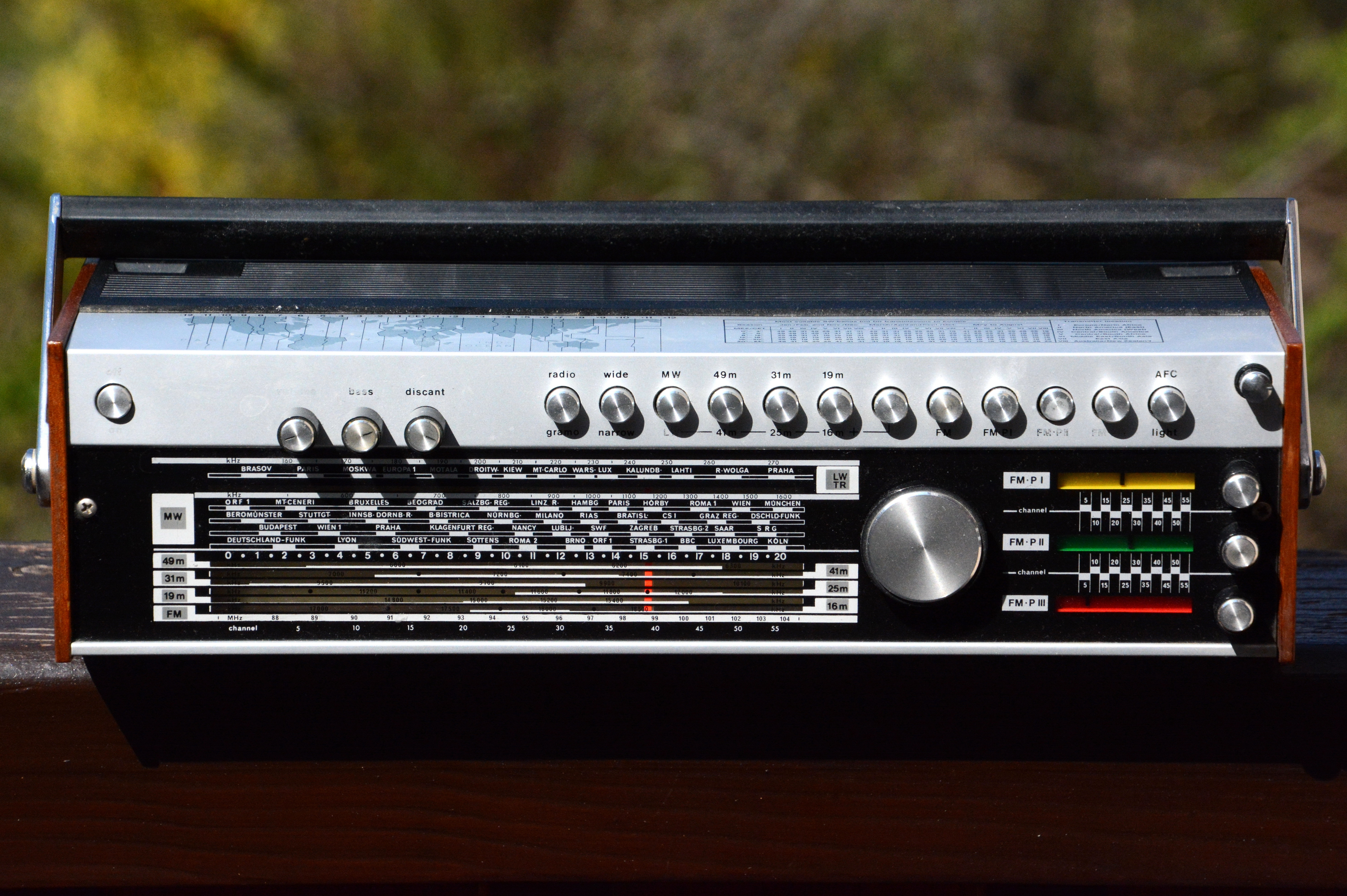
HEA Trixi 2900 Mono Weltempfänger, Oberseite
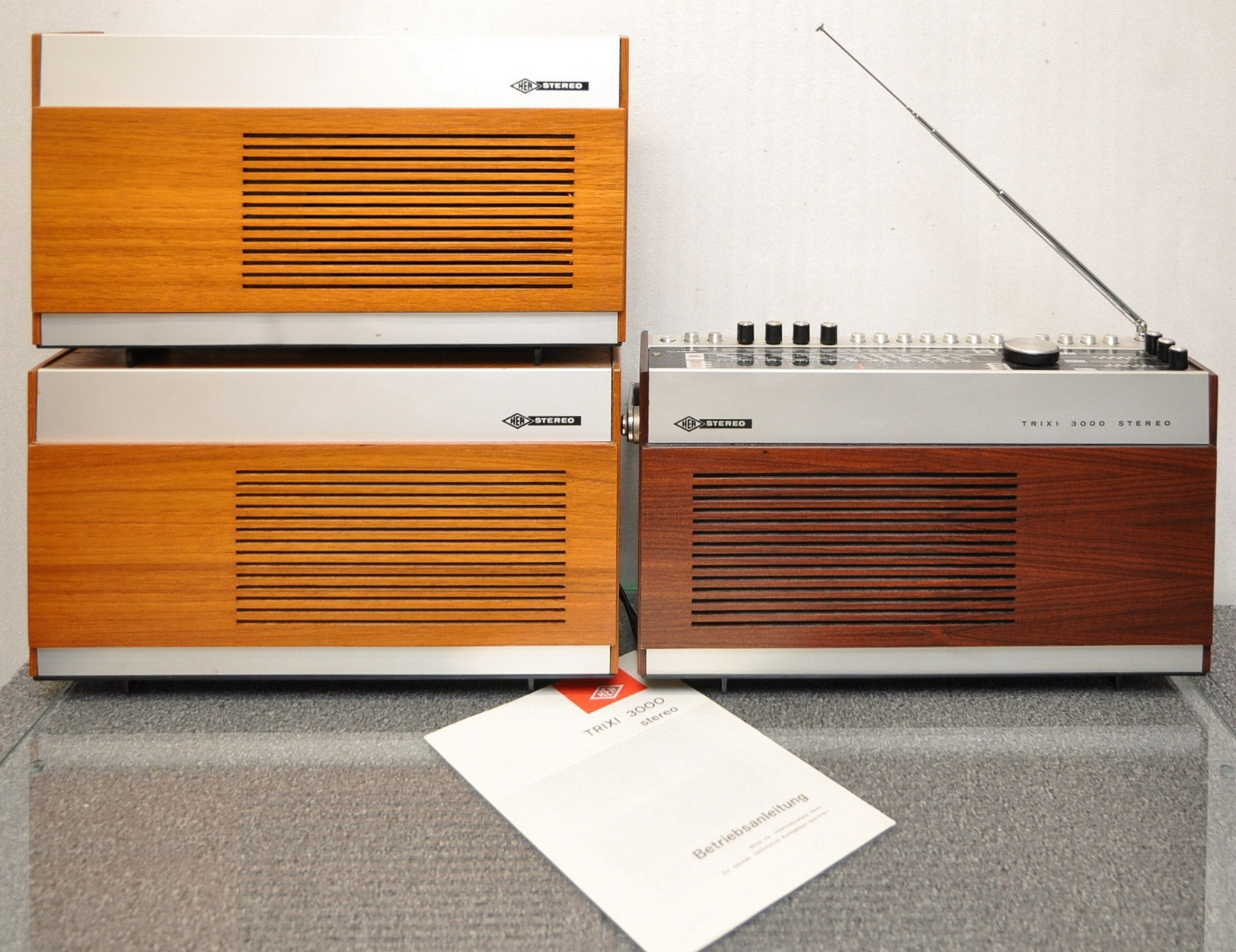
HEA Trixi 3000 Stereo Weltempfänger (1971) mit HEA-Lautsprechern, Spitzenmodell der HEA Trixi-Serie
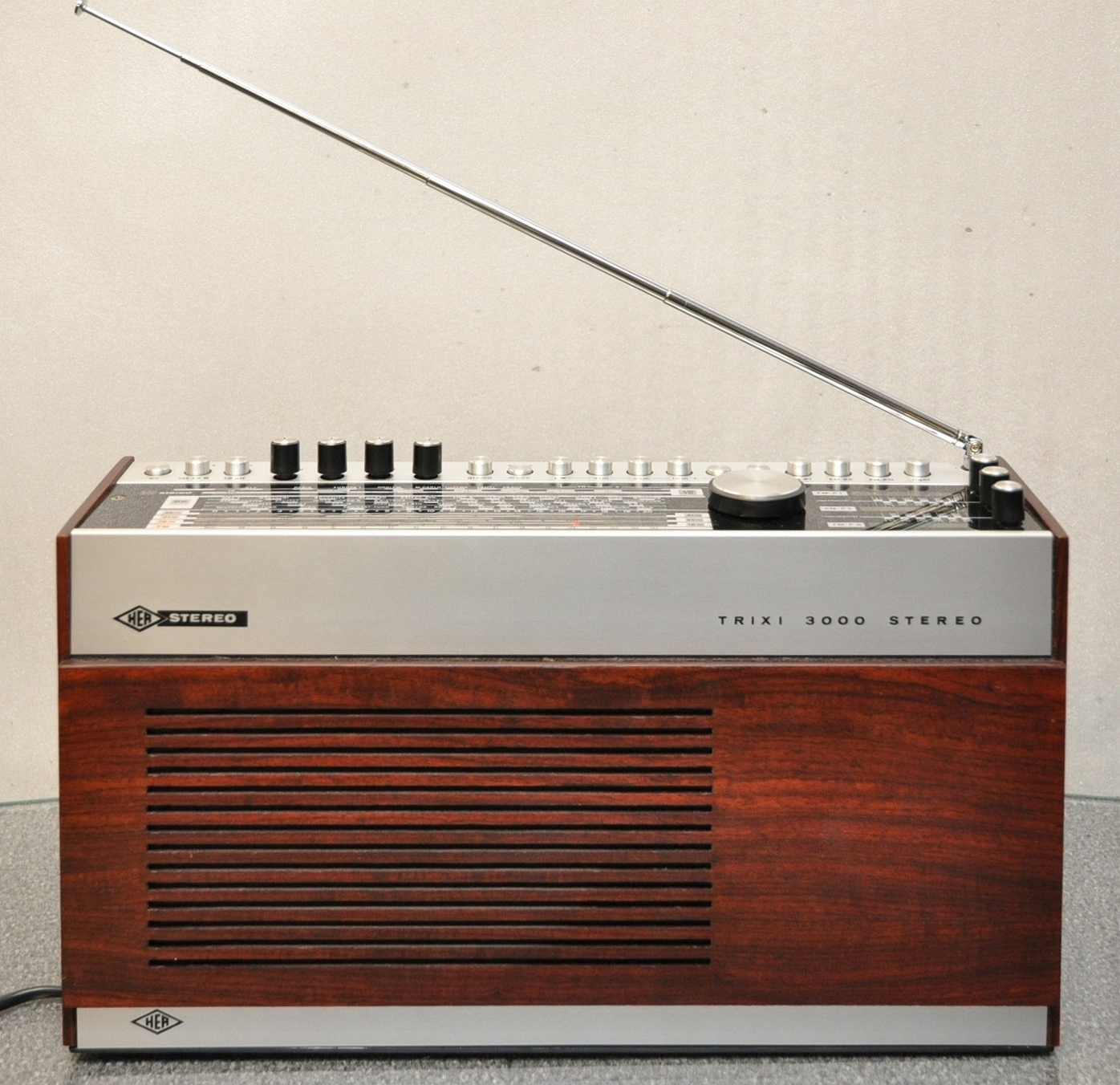
HEA Trixi 3000 Stereo Weltempfänger, Vorderseite
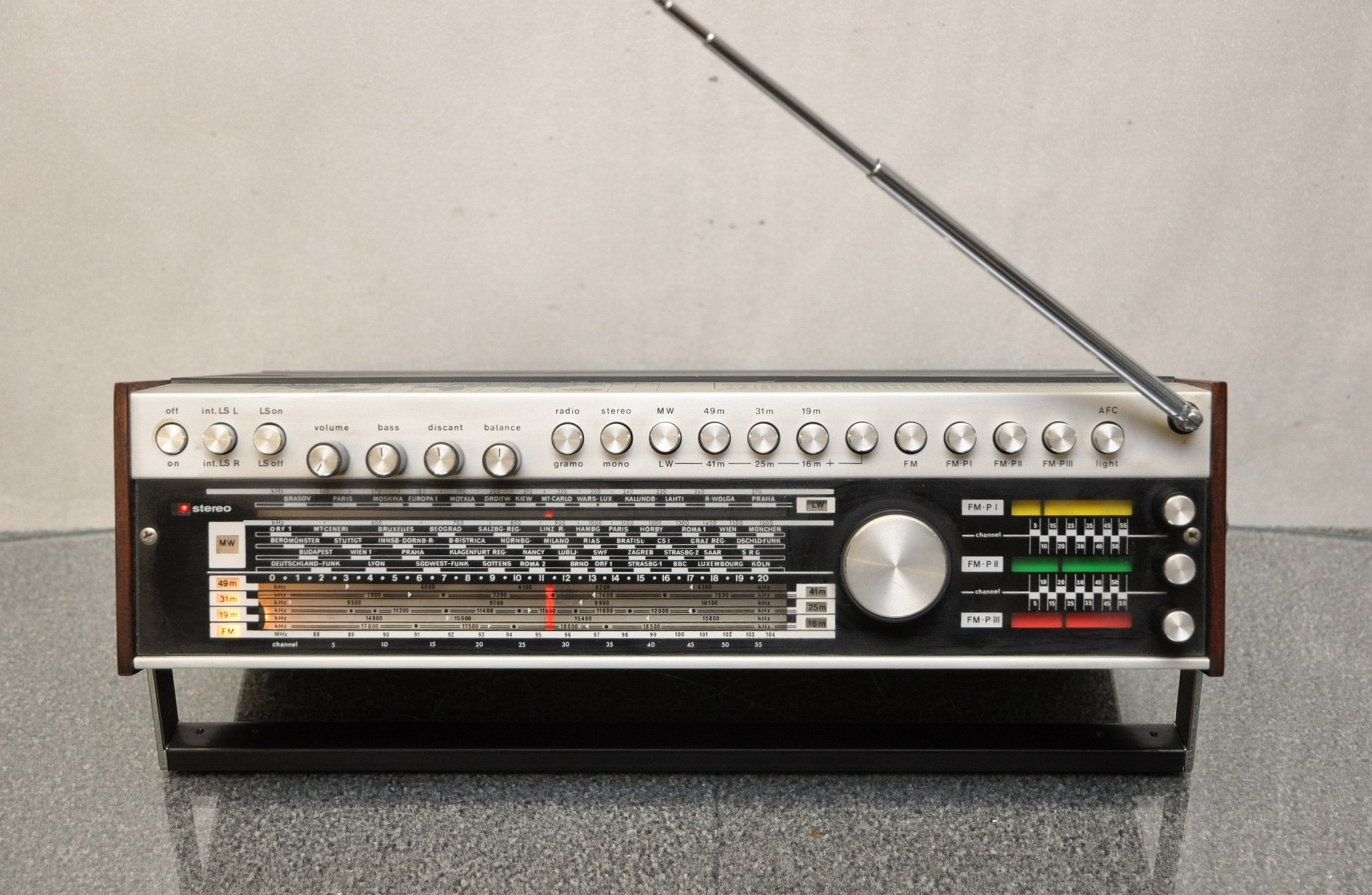
HEA Trixi 3000 Stereo Weltempfänger, Oberseite